# Stevia
Stevia je rod okoli 240 vrst zelišč in grmičevja iz družine nebinovk (Asteraceae), ki rastejo v subtropskih in tropskih predelih od zahodne Severne Amerike do Južne Amerike. Vrsto Stevia rebaudiana, splošno znano kot sladki list, sladkorni list  ali preprosto stevia, veliko gojijo zaradi njenih sladkih listov. Kot sladilo in sladkorni nadomestek se okus stevie pozneje začuti in dalj časa traja kot okus sladkorja, čeprav imajo nekateri ekstrakti stevie kisel priokus pri visokih koncentracijah.
Z izvlečki, ki vsebujejo steviol glikozid in so do 300-krat slajši od sladkorja, je stevia pritegnila pozornost, ko se je povečalo povpraševanje po hrani z nizko vsebnostjo ogljikovih hidratov in sladkorjev. Ker ima stevia zanemarljiv učinek na glukozo v krvi, je uporabna kot sladilo za ljudi, ki morajo pri prehrani paziti na ogljikove hidrate.
Dostopnost stevie se razlikuje od države do države. V nekaj državah je kot sladilo dostopna že desetletja ali stoletja; tako se stevia široko uporablja kot sladilo na Japonskem, kjer je dostopna že desetletja. V nekaterih državah so zaradi skrbi za zdravje in političnih nesoglasij omejili njeno dostopnost, tako so v zgodnjih 1990. letih stevio prepovedali v ZDA, čeprav je bila označena kot prehransko dopolnilo, so pa leta 2008 kot prehransko dopolnilo odobrili rebaudiozid A. Z leti se povečuje število držav, v katerih je stevia dostopna kot sladilo. Od začetka decembra 2011 je uporaba stevie dovoljena tudi v Evropski uniji.

## Zgodovina in uporaba
Rod Stevia sestavlja 240 vrst rastlin, ki so značilne za Južno Ameriko, srednjo Ameriko in Mehiko, nekaj vrst najdemo tudi v ameriških zveznih državah Arizona, Nova Mehika in Teksas. Najprej jih je raziskoval španski botanik in zdravnik Petrus Jacobus Stevus (Pedro Jaime Esteve 1500–1556), iz katerega priimka izhaja ime rodu. Ljudje so sladke vrste S. rebaudiane  S. rebaudiana začeli uporabljati v Južni Ameriki. Listi rastline stevia so 30- do 45-krat slajši od sukroze (navadnega namiznega sladkorja). Liste lahko uživamo sveže ali jih damo v čaj in hrano.
Rastlino že več kot 1.500 let veliko uporablja ljudstvo Guaraní, za medicinske namene pa jo že dolgo uporabljajo v Paragvaju in Braziliji. Na območju teh dveh držav so listi že stoletja znani kot tradicionalno sladilo za tamkajšnje čaje, zdravilo in "sladek prigrizek".
Leta 1899 je švicarski botanik Moisés Santiago Bertoni med raziskovanjem vzhodnega Paragvaja prvi podrobno opisal rastlino in njen sladki okus. Sprva je bilo o njej opravljenih le malo raziskav, nakar sta leta 1931 dva francoska kemika izolirala glikozida, ki dajeta stevii sladek okus. Ti dve spojini sta bili poimenovani steviozid in rebaudiozid, obe sta 250- do 300-krat slajši od sukroze, odporni na toploto, pH stabilni in ne fermentirata.
Točna struktura aglikona in glikozida je bila objavljena leta 1955.
V zgodnjih 1970-ih se je sumilo, da so sladila kot so ciklamat in saharin kancerogeni. Posledica tega je bila, da so na Japonskem pričeli s kultivacijo stevie kot alternative. Listi rastline, vodni izvleček listov in očiščeni steviozidi se uporabljajo kot sladila. Prvo komercialno dostopno sladilo iz stevie na Japonskem, je bil proizveden v Japonskem podjetju Morita Kegaku Kogyo Co., Ltd, leta 1971. Japonci uporabljajo stevio v prehrambenih proizvodih, brezalkoholnih pijačah (vključno s kokakolo), in za namizno uporabo. Japonska trenutno porabi več stevie kot katerakoli druga država, saj stevia predstavlja 40 % trga sladil.
Danes stevio gojijo in uporabljajo v prehrani tudi drugje v Vzhodni Aziji, vključno s Kitajsko (od leta 1984), Južno Korejo, Tajvanom, Tajsko, in Malezijo. Zasledimo jo lahko tudi v otoški državici Saint Kitts and Nevis, v delih Južne Amerike (Brazilija, Kolumbija, Peru, Paragvaj, in Urugvaj), ter v Izralu. Kitajska je največji svetovni izvoznik steviozida.
Vrste Stevie je mogoče najti v naravih mokriščih, ki se lahko nahajajo na travnikih, kot tudi planinah. Rastline tvorijo semena, a samo majhen delež jih kali. Nespolno razmnoževanje stevie je učinkovitejša metoda reprodukcije.

### Ljudsko zdravilo in raziskave
Stevio že stoletja uporablja ljudstvo Guaraní v Paragvaju, imenujejo jo ka'a he'ê ("sladko zelišče"). Z njo sladijo čaj máte in kardiotonične zdravilne čaje.
Sedanje raziskave so ocenile njene učinke na debelost in povišan krvni tlak. Stevia ima zanemarljiv učinek na povišanje glukoze v krvi, in lahko poveča glukozno toleranco; lahko je koristna kot naravno sladilo za diabetike in druge, ki se držijo  diete z nadzorovano vsebnostjo ogljikovih hidratov-kontrolirane diete.

#### Trenutna dostopnost
Razširjena uporaba kot sladilo
- Japonska (1970)[23]

Dostopna kot prehransko dopolnilo (sladilo)
- Avstralija in Nova Zelandija (Oktober 2008)[24] — Vsi izvlečki steviol glikozida.
- Brazilija (1986)[23] —izvleček steviozida
- Hong Kong (steviol gliozidi, januar 2010)[25]
- Izrael (januar 2012)[26]
- Mehika (2009)[23] — izvleček mešanega steviol glikozida, ni posameznih izvlečkov
- Paragvaj – že več stoletij se uporablja kot zdravilno zelišče in sladilo za čaj máte ali vroč zeliščni čaj. Trenutno je široko dostopna v tekoči obliki kot nadomestek sladkorja.
- Ruska federacija (2008) — steviozid dostopen v "minimalnem potrebnem odmerku", da se uporablja kot prehranski dodatek.[27]
- Singapur je v preteklosti prepovedal stevio,[28] vendar je od leta 2005, steviol glikozid dovoljen kot sladilo v nekaterih hranah.[29]

Dostopna kot prehransko dopolnilo
- Kanada

Dostopna kot prehranski dodatek in prehransko dopolnilo
- Evropska unija — steviol glikozidi so dovoljeni kot prehranski dodatek od 2. decembra 2011.[3][4][23][30][31]
- ZDA
  - listi in izvlečki stevie so dostopni kot prehranska dopolnila (1995)
  - Rebaudiozid A je dostopen (od decembra 2008) kot prehranski dodatek (sladilo).[32]  Na voljo je pod različnimi trgovskimi imeni, med katerimi so: Only Sweet, PureVia, Reb-A, Rebiana, SweetLeaf in Truvia

Dostopna (zakonodajni status nepreverjen)
- Argentina,[33] Čile, Kitajska (1984), Kolumbija, Indonezija,[33] Južna Koreja, Malezija, Paragvaj, Peru, Filipini, Savdska Arabija, Tajvan, Tajska, Turčija, Združeni arabski emirati, Urugvaj, in Vietnam[33]